# Кармановка (река)
Кармановка — река в России, протекает в Чернушинском и Бардымском районах Пермского края. Устье реки находится в 5 км по левому берегу реки Чапчельда. Длина реки составляет 10 км.
Исток реки в южной части Тулвинской возвышенности в 8 км к северо-западу от деревни Капкан. Исток и первый километр течения находятся в Чернушинском районе, прочее течение — в Бардымском. Река течёт на север, приток — Северная Чапчельда (левый). Впадает в Чапчельду в деревне Кармановка.

## Данные водного реестра
По данным государственного водного реестра России относится к Камскому бассейновому округу, водохозяйственный участок реки — Кама от Камского гидроузла до Воткинского гидроузла, речной подбассейн реки — бассейны притоков Камы до впадения Белой. Речной бассейн реки — Кама.
Код объекта в государственном водном реестре — 10010101012111100014653.